# 由野ロビン
由野 ロビン（よしの ろびん、10月12日 - ）は、日本の女性声優。東京都出身。ケンユウオフィス準所属。

## 来歴
日本ナレーション演技研究所、ヒューマンアカデミー、talk back卒業。
以前はムーブマンに所属していた。

## 人物
特技は70kgまでの人間を担げること、趣味はホラー、物まね、カラオケ。
クォーターである。

## 出演
太字はメインキャラクター。

### テレビアニメ
- カミエラビ（2023年[4]）
- アンダーニンジャ（2023年、7人衆1[5]）
- ポケットモンスター（2025年、ルーベラ[6]）

### 劇場アニメ
- たべっ子どうぶつ THE MOVIE（2025年）

### ゲーム
- デュエル・マスターズ プレイス（鏡面の翼リブラミラ、罪英雄クロノパギャラ 他）
- Alan Wake 2（2023年）
- ディアブロIV（2023年、カトー、セナ 他）
- レインボーシックス シージ Y8S4（2023年、フローズンマザー）
- ユニコーンオーバーロード（2024年）
- アストロボット（2024年、レディ・ヴェノラマ）
- HUNDRED LINE -最終防衛学園-（2025年、中年女性）

### ドラマCD
- 僕と俺とお前（稲村亜美）

### 吹き替え

#### 映画
- スマホを落としただけなのに（韓国リメイク版）（ウンミ、ヨンギョ）
- フリークスアウト（チェジーラ）
- 真心を込めて招待します

#### ドラマ
- いつかは賢いレジデント生活（コン・ギソン〈ソン・ジユン〉）
- 1分1秒の軌跡（ロサリオ）
- FBI:インターナショナル シーズン2（マヤ、ゾーイ、ナディア、サブリナ、ニコレット 他）
- グリセルダ
- ボンズマン:悪霊ハンター
- マイ・デーモン（ノ・スアン〈イ・ユンジ〉）
- マッドネス（ルーシー）
- レジデント・エイリアン2 〜宇宙からの訪問者〜
- レッド・アイ/陰謀のフライト

#### アニメ
- プリンセス・パワー シーズン2（町の女の子）

### テレビ番組
- 全力!脱力タイムズ（リモート受講生）

### ナレーション
- audible
  - ぎんなみ商店街の事件簿 Sister 編
  - 言葉の園のお菓子番 シリーズ
  - さよならの向う側 シリーズ
- 行列たまご
- 花王 クイックルワイパー 立体吸着ウェットシート web広告
- JCOM 秦野たばこ祭 番組ナレーション
- DMM TV コンテンツオムニバスCM
- 山崎帝國堂 複方毒掃丸CM

### 舞台・イベント
- 君の音〜you through the viewfinder（伊丹彩恵）
- この封印されしムスターヴェルク03
- 9 days actress（アン・ブーリン）
- ひらけ!パンドラボックス（ユウナ）